# 光鹵石
光卤石（Carnallite）属于蒸发岩矿物，是一种水合钾镁氯化物，分子式为KMgCl3·6(H2O)，其颜色易变，从黄到白、淡红，有时为无色或蓝色，通常呈块状至纤维状，具有罕见的假六方正交晶体。光卤石是极易潮解（从周围空气中吸收水分）矿物，标本必须储存在密封容器中。
光卤石与钾石盐、钾盐镁矾、软钾镁矾、杂卤石和硫镁矾等一系列钾镁蒸发岩矿物共生，它是一种罕见的双氯矿物，仅在蒸发性海洋或沉积盆地等特定环境条件下形成。开采于新墨西哥州卡尔斯巴德、科罗拉多州和犹他州的帕拉多克斯盆地、德国施塔斯富特、俄罗斯彼尔姆盆地以及加拿大萨斯喀彻温省威利斯顿盆地等蒸发岩矿床中的光卤石主要为提炼钾和镁，这些矿床可追溯至泥盆纪至二叠纪时期。而以色列和约旦则都从死海生产钾盐，方法是使用蒸发皿进一步浓缩盐水，直到光卤石沉淀，然后从蒸发皿中捞出光卤石，再从氯化钾中去除掉氯化镁。
光卤石最早记录于1856年德国萨克森-安哈尔特的施塔斯富特矿床典型产区，并以普鲁士采矿工程师鲁道夫·冯·卡纳尔（1804-1874）之名命名。

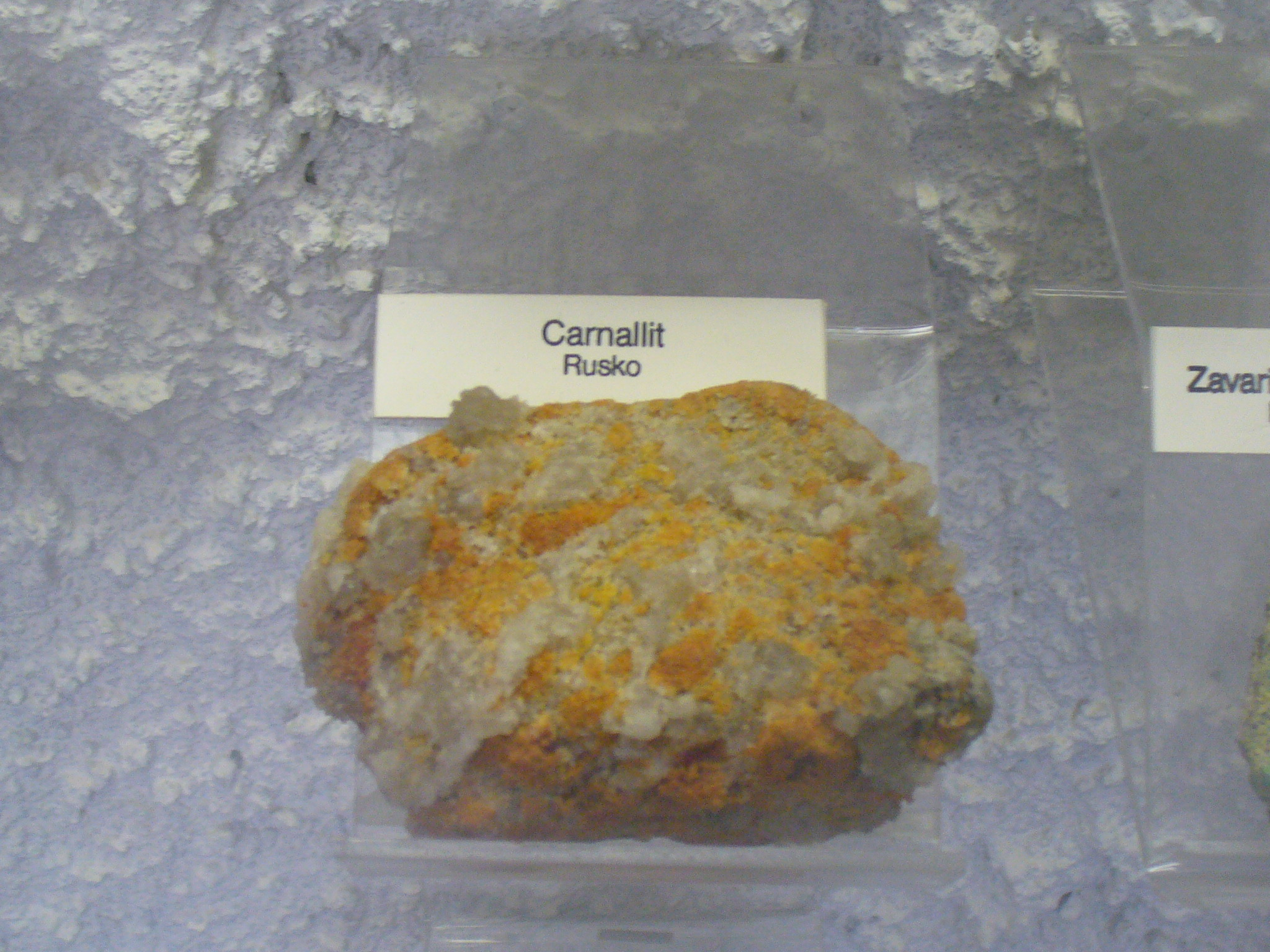
产自俄罗斯的光卤石

## 背景信息
卤化物是二元化合物，它们由卤素和金属离子组成。卤化物的晶体化学特征在于卤素离子的电负性 ，这意味着主要的大离子是极易极化的氯(Cl−)、溴(Br−)、氟(F−)或碘(I−)离子，这些离子与同样大但价数低、极化弱的阳离子结合，阳离子主要为碱金属族。钾盐是一种二元化合物，分子式为KCl，钾盐首先从钾+、镁2+和氯−的混合溶液中析出，剩下富含镁的卤水，随后混合在卤化物中的光卤石从中沉淀分离出来。

## 成分
光卤石的化学式为KMgCl3·6(H2O)，人工合成光卤石晶体可由1.5 摩尔%KCl和98.5摩尔%的MgCl2·6H2O在摄氏25度下缓慢结晶获得，其密度1.602克/厘米3。光卤石也可以通过研磨水合氯化镁和氯化钾的混合物来生产。

## 结构
光卤石具有角、面共享特性，存在一种KCl6八面体结构网，其中三分之二面处于共享。Mg(H2O)6八面体占据了氯化钾八面体内的开放空间。镁和水之间的原子间距在0.204到0.209纳米之间，平均为0.2045纳米。钾和氯之间的原子间距范围为0.317至0.331纳米，平均值为0.324纳米，所得结构的计算密度为1.587克/厘米3，与测量值1.602克/厘米3非常吻合。
根据鲍林法则第三条，共有面会增加不稳定的可能性。在光卤石中，水分子包围着镁离子，阻止了镁与氯化物的直接相互作用；但另一方面，水分子又充当电荷传导介质。五个氯离子分别与两个钾离子和四个水分子配位，这意味着每个氯离子可从两个钾离子中的每一个接收1/6的a+1电荷。氯化物还可从四个水分子中的每一个获得1/6的a+1电荷，因此，这些电荷加起来总共有六个1/6的正电荷，从而平衡了氯化物的负电荷，这两个方面使得在光卤石结构中可接受鲍林第二和第三法则所描述的罕见共面。

## 物理性质
光卤石的折射率范围为1.467到1.494。由于含有赤铁矿（Fe2O3），光卤石可能呈现红色，氧化铁碎片在赤铁矿鳞片层中产生出红色。光卤石在高湿度下也会潮解，意味着它极易溶于水。单个晶体呈假六方锥体和板状，但极为罕见。光卤石的现场指标为形成环境、无解理和断口。其他指标可以是密度、味道、与当地矿物的关系，以及是否能发光。光卤石味苦涩，不仅能发荧光，而且还能产生磷光。光卤石中的钾很容易在火焰中熔化，散发出紫罗兰色。

## 地质出产
基于某些物理性质的矿物组合包括但不限于石盐、硬石膏、白云石、石膏、钾盐镁矾、硫镁矾、杂卤石和钾石盐。
光卤石矿物是被称为蒸发岩的矿物沉积物，蒸发岩通过海水蒸发而浓缩，流入水量必须低于蒸发量或耗用量，形成一种长久蒸发期。在受控环境实验中，当原始水样剩余10%-20%时，卤化物形成，在接近10%时则析出钾盐，然后是光卤石。
光卤石虽然主要发现于含盐海相沉积物中，但在中国青海省内流盆地—柴达木盆地附近的达布逊湖也存在矿层。

## 用途
光卤石主要用于制造肥料，它是钾盐的重要来源。在钾盐生产中，只有钾石盐的重要性超过光卤石，两者都不常见，因为它们是最后形成的蒸发岩。可溶性钾盐是肥料的主要来源，这是因为钾很难从不溶性钾长石中分离出来。光卤石是全世界镁的次要来源，但在俄罗斯它却是主要的来源。

## 另请查看
- 蒸发岩
- 矿物列表
- 以人名命名的矿物列表